# Sieradzcy zakładnicy
Sieradzcy zakładnicy 1939 roku – grupa 20 sieradzan zamordowana 14 listopada 1939 roku przez Niemców na rozkaz komendanta Schutzpolizei Kurta Abramowskiego. 
Egzekucja ta została dokonana na sieradzkim cmentarzu żydowskim. Ekshumowane po wojnie zwłoki zakładników spoczęły w zbiorowej mogile na cmentarzu parafialnym w Sieradzu.

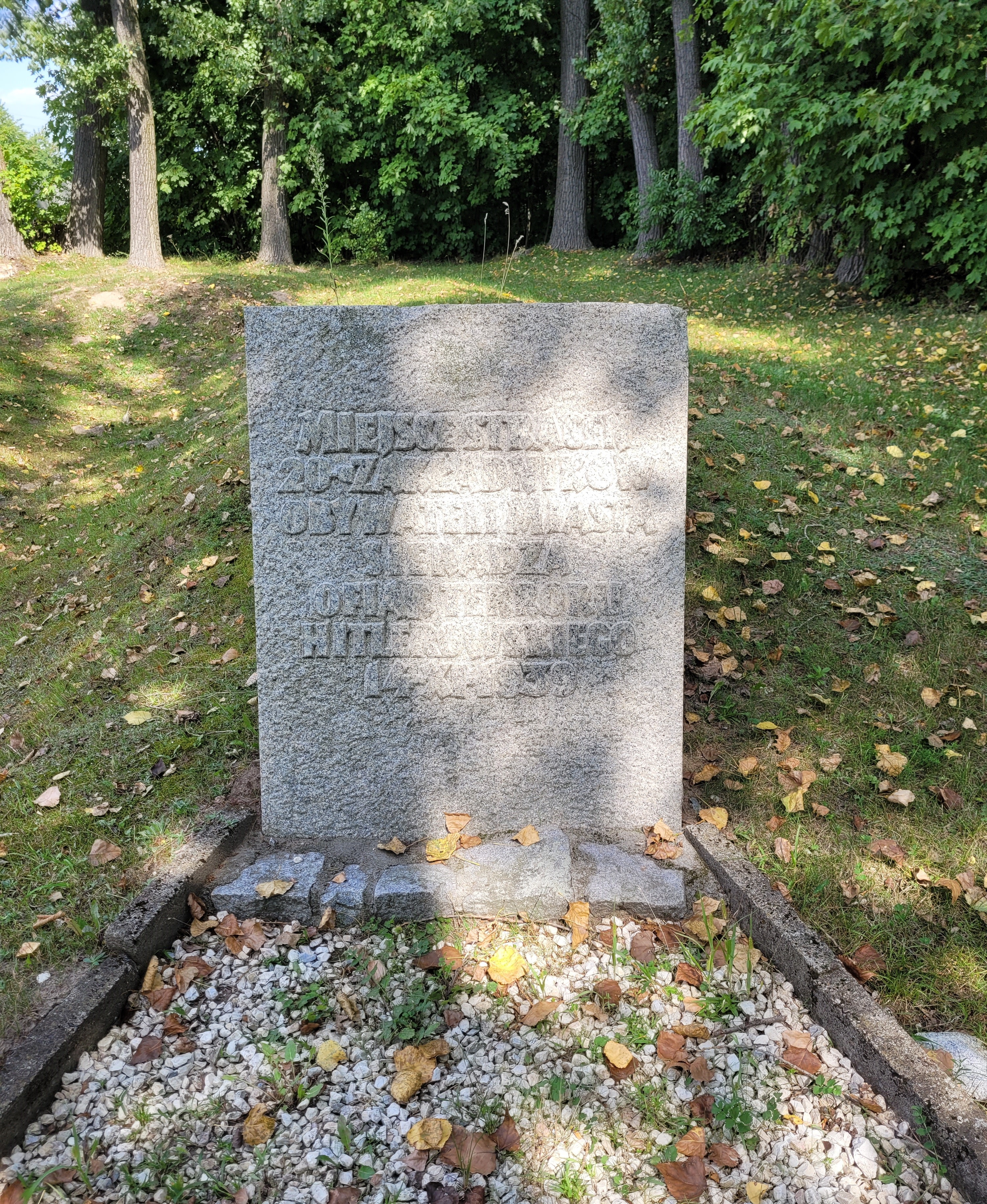
Tablica upamiętniająca zamordowanych na sieradzkim cmentarzu żydowskim

## Okupacja Sieradza
W wyniku przerwania 5 września 1939 roku przez Wehrmacht polskiej obrony na linii Warty pod Sieradzem, wojska niemieckie rozpoczęły okupację tego miasta. Później, 8 października 1939 roku, dekretem Adolfa Hitlera zachodnie ziemie polskie wcielono do III Rzeszy. Sieradz znalazł się wtedy w granicach Kraju Warty.
W mieście ustanowiono niemiecką administrację, na której czele stanął landrat, dr Friedrich Rippich, będący jednocześnie szefem powiatowej organizacji NSDAP (Kreisleiter). Jego podwładnym był komendant Schutzpolizei Kurt Abramowski. Pierwszym okupacyjnym burmistrzem Sieradza został natomiast Albert Dressler, pochodzący z niemieckiej rodziny, od dawna mieszkający w Sieradzu.
Z racji wcielenia tych terenów bezpośrednio do III Rzeszy wobec ludności polskiej stosowany był terror policyjny. Rozwiązano wszystkie polskie organizacje, zlikwidowano biblioteki, zamknięto szkoły oraz pozwolono na odprawianie tylko jednej mszy świętej w tygodniu. Rozpoczęto także masowe aresztowania, głównie polskiej inteligencji. Pierwszego z nich dokonano 8 listopada, aresztując 15 osób. Były to osoby wykształcone, angażujące się w życie polityczne miasta. Z powodu zbliżającego się 11 listopada, a więc polskiego Święta Niepodległości, administracja niemiecka zdecydowała się zwiększyć terror, dokonując kolejnych aresztowań. Do 11 listopada 1939 roku w sieradzkim więzieniu osadzono ogółem 62 mieszkańców, w tym 30 Polaków i 30 Żydów.

## Egzekucja
12 listopada 1939 roku naczelnik sieradzkiego więzienia otrzymał pismo, zaakceptowane przez Kurta Abramowskiego, nakazujące mu uwolnić 9 zatrzymanych, informujące jednocześnie o skazaniu na śmierć 21 innych sieradzan.
14 listopada wysłano pod nadzorem policji grupę Żydów do wykopania obszernego dołu na terenie sieradzkiego kirkutu. Tego dnia w godzinach popołudniowych na korytarzu trzeciego pawilonu więzienia zorganizowano apel. W jego czasie odczytano listę aresztowanych oraz wydzielono grupę 21 osób, które miały zostać następnie zamordowane. Grupę tę jeszcze raz sprawdzono i przeliczono, wtedy właśnie zauważono, że jeden z nich, Rudolf Weinert, nosi niemieckie nazwisko, w wyniku czego odesłano go do celi, a jego nazwisko skreślono z listy. Grupę pozostałych 20 osadzonych wsadzono do ciężarówki stojącej przed więzieniem i zawieziono na miejsce stracenia, czyli cmentarz żydowski.
Sam przebieg egzekucji znany jest z relacji świadka zbrodni, Józefa Klimasa, rolnika z Kolonii Dzigorzewskiej. W toku śledztwa prowadzonego przez Okręgową Komisję Badania Zbrodni Hitlerowskich w Łodzi, 29 marca 1968 roku zeznał:

Gospodarstwo moje położone jest w odległości ok. 100 m od parkanu ogradzającego b. cmentarz żydowski. W dniu 14 listopada 1939 r. wyjechałem koniem na pole i rozpocząłem orkę. Około godz. 13 po obiedzie kiedy spojrzałem w kierunku cmentarza żydowskiego zobaczyłem, że czterech Żydów pod nadzorem umundurowanego i uzbrojonego Niemca kopie dół na tym cmentarzu. Po upływie może dwóch godzin zauważyłem, że od strony Sieradza nadjeżdża w kierunku cmentarza auto ciężarowe. Z samochodu tego wysiedli cywilni ludzie otoczeni przez umundurowanych i uzbrojonych Niemców. Wtedy zorientowałem się, że Żydzi kopią ten dół dla tych przywiezionych ludzi. Kiedy Niemcy wprowadzili tych cywili na cmentarz, ustawili ich w odległości ok. 10 metrów od wspomnianego dołu twarzami do parkanu, a tyłem do tego dołu. Ponieważ zorientowałem się, że Niemcy przyprowadzili tych cywilów na śmierć zszedłem z pola, wyprzągłem konia i poszedłem do mieszkania, gdyż bałem się, że mogą mnie zauważyć. Ponieważ nie mogłem nic widzieć z okna mieszkania, wszedłem na strych, aby obserwować, co się dalej stanie... kiedy byłem na strychu widziałem w jaki sposób zabijano tych cywilów, a mianowicie jeden z Niemców podprowadzał pojedynczo tych cywilów do dołu, następnie strzelał z pistoletu do każdego z nich. Stojący przy dole Żydzi wrzucali każdego z postrzelonych do tego dołu. Po zamordowaniu w wymieniony sposób kilku z tych cywilów, ... zauważyłem, że w stronę moich zabudowań idzie jeden Niemiec. W obawie, że może mnie aresztować zszedłem ze strychu i ukryłem się w stodole. Widziałem przez szparę, że Niemiec ten sprawdził, czy ktoś nie znajduje się na podwórzu i poszedł sobie ... Kiedy byłem w stodole jeszcze przez pewien czas słyszałem strzały.

## Sieradzcy zakładnicy
Lista zamordowanych:
1. Miron Eliasberg, lekarz okulista,
2. Antoni Fulko, posterunkowy policji państwowej,
3. Eugeniusz Gałka, powiatowy instruktor straży pożarnej,
4. Tadeusz Bartłomiej Jakub Gałka, uczeń gimnazjum sieradzkiego,
5. Bronisław Geniusz, naczelnik więzienia,
6. Zygmunt Góreczny, nauczyciel szkoły powszechnej,
7. Stanisław Kierociński, naczelnik kasy skarbowej,
8. Tomasz Klinkawski, emerytowany sekretarz inspektoratu szkolnego,
9. Stanisław Malinger, kierownik sądu grodzkiego,
10. Ignacy Dominik Mąkowski, były burmistrz Sieradza,
11. Franciszek Rajmund Piotrowicz, nauczyciel gimnazjum,
12. Israel Rosenkrantz, technik dentystyczny,
13. Władysław Sobiech, sędzia sądu grodzkiego,
14. Marian Sołhaj, kierownik szkoły powszechnej,
15. Stefan Stawarz-Szczyrzycki, dyrektor gimnazjum,
16. Stefan Stefaniak, posterunkowy policji państwowej,
17. Józef Świniarski, prezes resursy rzemieślniczej,
18. Antoni Trojanowski, urzędnik więzienny,
19. Stanisław Wojciechowski, urzędnik starostwa,
20. Edmund Wyganowski, obrońca sądowy.

## Ekshumacja i pochówek
W połowie 1945 roku powołano społeczny komitet, który przeprowadził ekshumację zwłok zakładników. W jego skład wchodziło 12 przedstawicieli m.in. środowisk samorządowych i religijnych.
Celem komitetu było przeniesienie i pochowanie zwłok na sieradzkim cmentarzu parafialnym. 24 października 1945 r. w obecności rodzin zakładników dokonano ekshumacji zwłok. Dodatkowo ekshumowano także zwłoki innych więźniów rozstrzelanych 17 września 1941 roku na stadionie w Sieradzu. Ich ciała zakopano na skraju lasu koło wsi Piaski.
25 października 1945 roku w sieradzkiej kolegiacie odbył się oficjalny pogrzeb 20 zakładników oraz Czesława Okońskiego, kierownika gorzelni zamordowanego 17 września 1941 roku. Mszę świętą celebrował proboszcz ksiądz Apolinary Leśniewski, a następnie uformowano kondukt żałobny, który przeszedł na cmentarz parafialny. Zwłoki pogrzebano w zbiorowej mogile, nad którą ustawiono drewniany krzyż oraz tablicę z nazwiskami ofiar.
W roku 1961 na miejscu tymczasowego krzyża wybudowano pomnik zaprojektowany przez Jana Matusiaka. W betonową ścianę pomnika wmurowano kamienie z imionami, a na poziomej płycie umieszczono fragment wiersza Władysława Broniewskiego, „Nie ludzie, lecz psy okrwawione, i nie żołnierze, lecz kaci przyszli, by śmiercią porazić Was”.

## Upamiętnienie
- 11 listopada 2001 roku na ścianie memorialnej przy Kolegiacie w Sieradzu odsłonięto pamiątkową tablicę z nazwiskami zakładników[1].
- 16 czerwca 1988 roku Hufiec ZHP Sieradz-Miasto wybrał na patrona Sieradzkich Zakładników, a w roku 1989 nadano hufcowi imię Sieradzkich Zakładników[1]. Po zmienieniu nazwy hufca na Hufiec ZHP Sieradz utrzymał on swojego patrona i do dziś posiada nazwę Hufiec ZHP Sieradz im. Sieradzkich Zakładników 1939 r.[2]
- Ulica w Sieradzu, przy której znajduje się były cmentarz żydowski, nosi nazwę Zakładników[3].
- Na byłym cmentarzu żydowskim w Sieradzu znajduje się tablica upamiętniająca Sieradzkich Zakładników[3].